# Републикански път III-904
Републикански път IIІ-904 е третокласен път, част от Републиканската пътна мрежа на България, преминаващ изцяло по територията на Област Варна. Дължината му е 41,3 km.
Пътят се отклонява надясно при 141,2 км на Републикански път I-9 в центъра на село Старо Оряхово и се насочва на запад по южната част на долината на река Камчия. Преминава посладователно през село Детелина, град Долни чифлик и селата Пчелник и Горен чифлик и достига до село Гроздьово. Тук пътят завива на север, пресича река Камчия, при село Нова Шипка изкачва едва забележим вододел и при село Бързица слиза в долината на Провадийска река. От там продължава в северозападна посока нагоре по долината на реката, преминава през село Бозвелийско и в южната част на град Провадия се съединява с Републикански път III-208 при неговия 18,5 km.
По протежението на Републикански път IIІ-904 надясно от него се отделят два третокласни пътя с четирицифрени номера:
- при 10,8 km, в село Пчелник — Републикански път III-9042 (22,5 km) през селата Венелин и Садово до село Бенковски при 2,4 km на Републикански път III-9006;
- при 17,5 km, след село Горен чифлик — Републикански път III-9044 (24 km) през селата Дъбравино, Юнак, Синдел и Тръстиково до град Девня.

| Пътища, отклоняващи се надясно (населено място, № на пътя, посока на пътя) | km   | Пътища, отклоняващи се наляво (посока на пътя, № на пътя, населено място) |
| -------------------------------------------------------------------------- | ---- | ------------------------------------------------------------------------- |
| Община Долни чифлик, I-9, 141,2 km, с. Старо Оряхово →                     | 0,0  | → с. Старо Оряхово, 141,2 km, I-9, Община Долни чифлик                    |
| с. Детелина                                                                | 1,8  | с. Детелина                                                               |
| гр. Долни чифлик                                                           | 6,5  | → гр. Долни чифлик, общински път (за с. Кривини)                          |
| (до с. Бенковски) III-9042, 0 km, с. Пчелник ←                             | 10,8 | с. Пчелник                                                                |
| с. Горен чифлик                                                            | 14,4 | с. Горен чифлик                                                           |
| (до гр. Девня) III-9044, 0 km ←                                            | 17,5 |                                                                           |
| (от 33 km на III-208) III-2083, 15,3 km, с. Гроздьово →                    | 23,1 | с. Гроздьово                                                              |
| с. Нова Шипка                                                              | 26,2 | с. Нова Шипка                                                             |
| Община Провадия                                                            | 27,5 | Община Провадия                                                           |
| с. Бързица                                                                 | 28,5 | с. Бързица                                                                |
| с. Бозвелийско                                                             | 34,4 | → с. Бозвелийско, общински път (за с. Величково)                          |
| с. Бозвелийско                                                             | 35,2 | → с. Бозвелийско, общински път (за с. Тутраканци)                         |
|                                                                            | 38,6 | ← 40 km, III-9004 (от 109 km на I-9)                                      |
| (от с. Ветрино) III-208, 18,5 km, гр. Провадия →                           | 41,3 | → гр. Провадия, 18,5 km, III-208 (до гр. Айтос)                           |